# Барбезьё-Сент-Илер
Барбезьё-Сент-Иле́р (фр. Barbezieux-Saint-Hilaire) — коммуна во Франции, находится в регионе Пуату — Шаранта. Департамент — Шаранта. Административный центр кантона Барбезьё-Сент-Илер. Округ коммуны — Коньяк.
Код INSEE коммуны — 16028.
Коммуна расположена приблизительно в 430 км к юго-западу от Парижа, в 130 км южнее Пуатье, в 32 км к юго-западу от Ангулема.

## Население
Население коммуны на 2008 год составляло 4687 человек.
| 1962 | 1968 | 1975 | 1982 | 1990 | 1999 | 2008 |
| ---- | ---- | ---- | ---- | ---- | ---- | ---- |
| 4546 | 4851 | 5198 | 5103 | 4774 | 4819 | 4687 |

## Климат
Климат океанический. Ближайшая метеостанция находится в городе Коньяк.
| Показатель                        | Янв. | Фев. | Март | Апр. | Май  | Июнь | Июль | Авг. | Сен. | Окт. | Нояб. | Дек. | Год   |
| --------------------------------- | ---- | ---- | ---- | ---- | ---- | ---- | ---- | ---- | ---- | ---- | ----- | ---- | ----- |
| Средний суточный максимум, °C     | 8,7  | 10,5 | 13,1 | 15,9 | 19,5 | 23,1 | 26,1 | 25,4 | 23,1 | 18,5 | 12,4  | 9,2  | 17,7  |
| Средняя температура, °C           | 5,4  | 6,7  | 8,5  | 11,1 | 14,4 | 17,8 | 20,2 | 19,7 | 17,6 | 13,7 | 8,6   | 5,9  | 12,5  |
| Средний суточный минимум, °C      | 2,0  | 2,8  | 3,8  | 6,2  | 9,4  | 12,4 | 14,4 | 14,0 | 12,1 | 8,9  | 4,7   | 2,6  | 7,8   |
| Норма осадков, мм                 | 80,4 | 67,3 | 65,9 | 68,3 | 71,6 | 46,6 | 45,1 | 50,2 | 59,2 | 68,6 | 79,8  | 80,0 | 783,6 |
| Источник: Relevé météo des Cognac |      |      |      |      |      |      |      |      |      |      |       |      |       |

## Администрация
| Период | Период | Фамилия         | Партия                  | Примечания |
| ------ | ------ | --------------- | ----------------------- | ---------- |
| 1989   | 1995   | Жан-Клод Шессон | Социалистическая партия |            |
| 1995   |        | Рене Виньери    | Разные левые            | пенсионер  |

## Экономика
В 2007 году среди 2802 человек в трудоспособном возрасте (15—64 лет) 1991 года были экономически активными, 811 — неактивными (показатель активности — 71,1 %, в 1999 году было 69,5 %). Из 1991 активных работали 1763 человека (907 мужчин и 856 женщин), безработных было 228 (98 мужчин и 130 женщин). Среди 811 неактивных 249 человек были учениками или студентами, 257 — пенсионерами, 305 были неактивными по другим причинам.

## Достопримечательности
- Церковь Сен-Матья[фр.] (XI век). Памятник истории с 1948 года[3]
- Замок Барбезьё[англ.] (XV век). Памятник истории с 1913 года[4]

## Города-побратимы
- Вольфратсхаузен (Германия, с 1970)
- Виньола (Италия, с 1982)
- Шардонне (Швейцария, с 1986)

## Фотогалерея

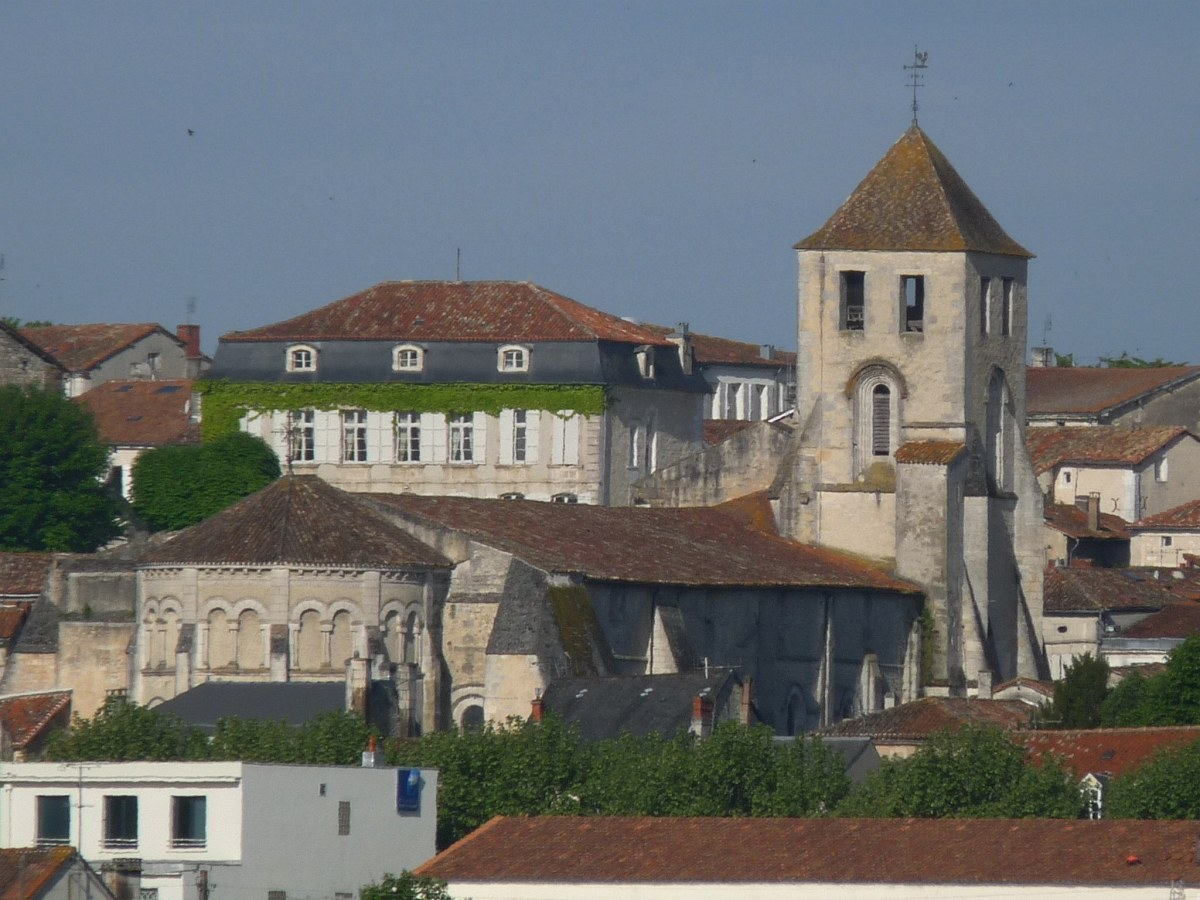
Барбезьё-Сент-Илер
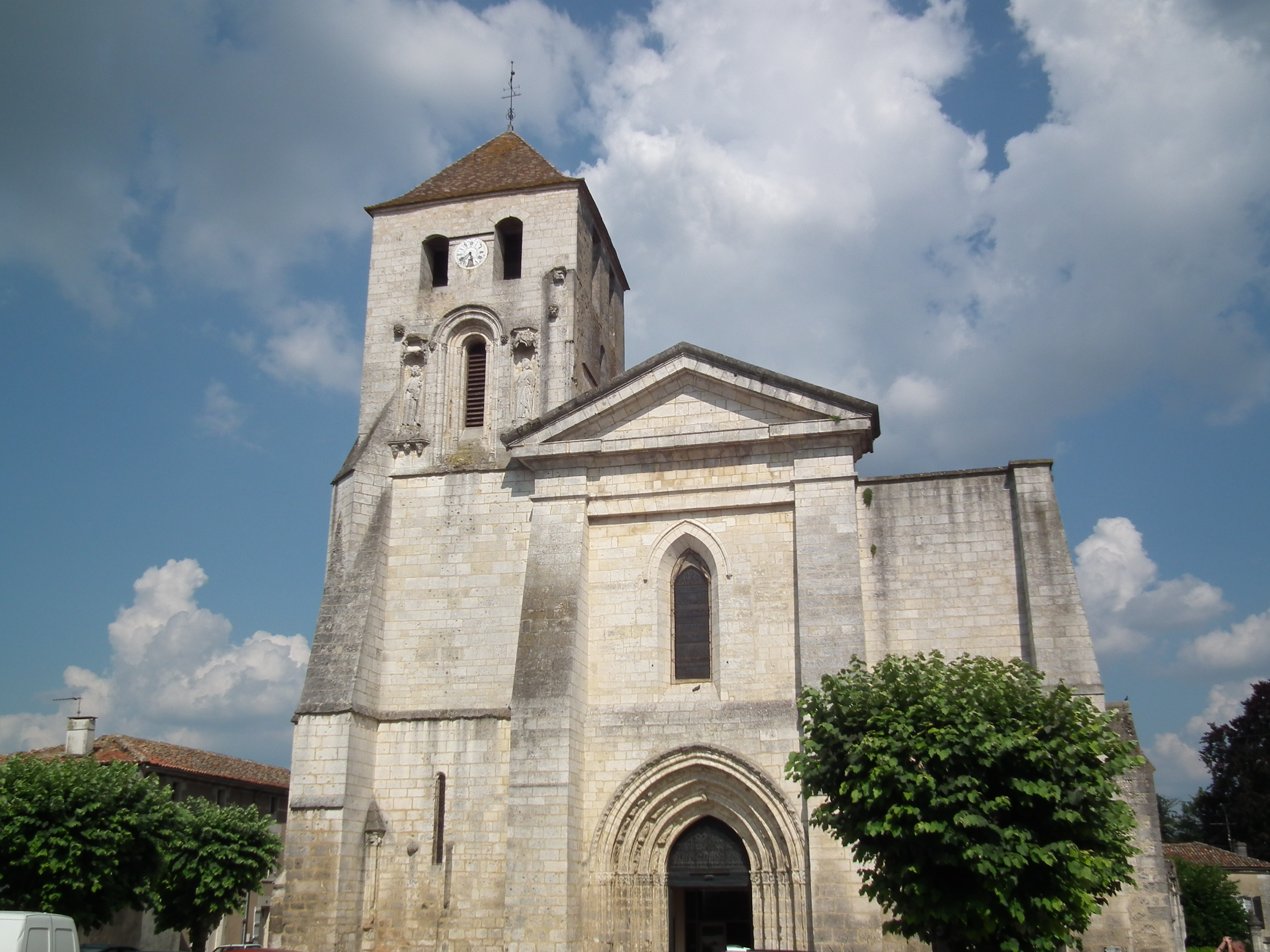
Церковь Сен-Матья
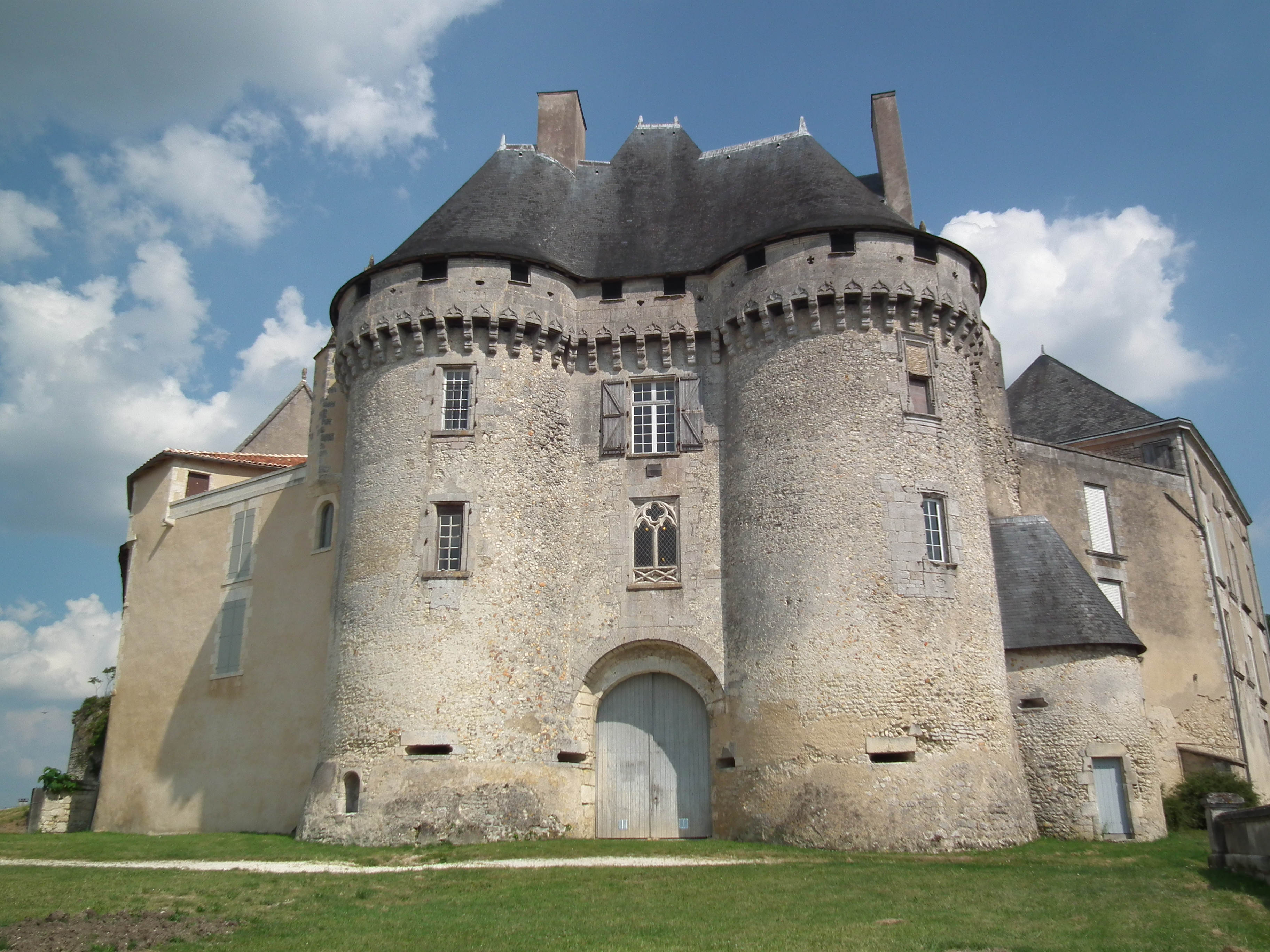
Замок Барбезьё
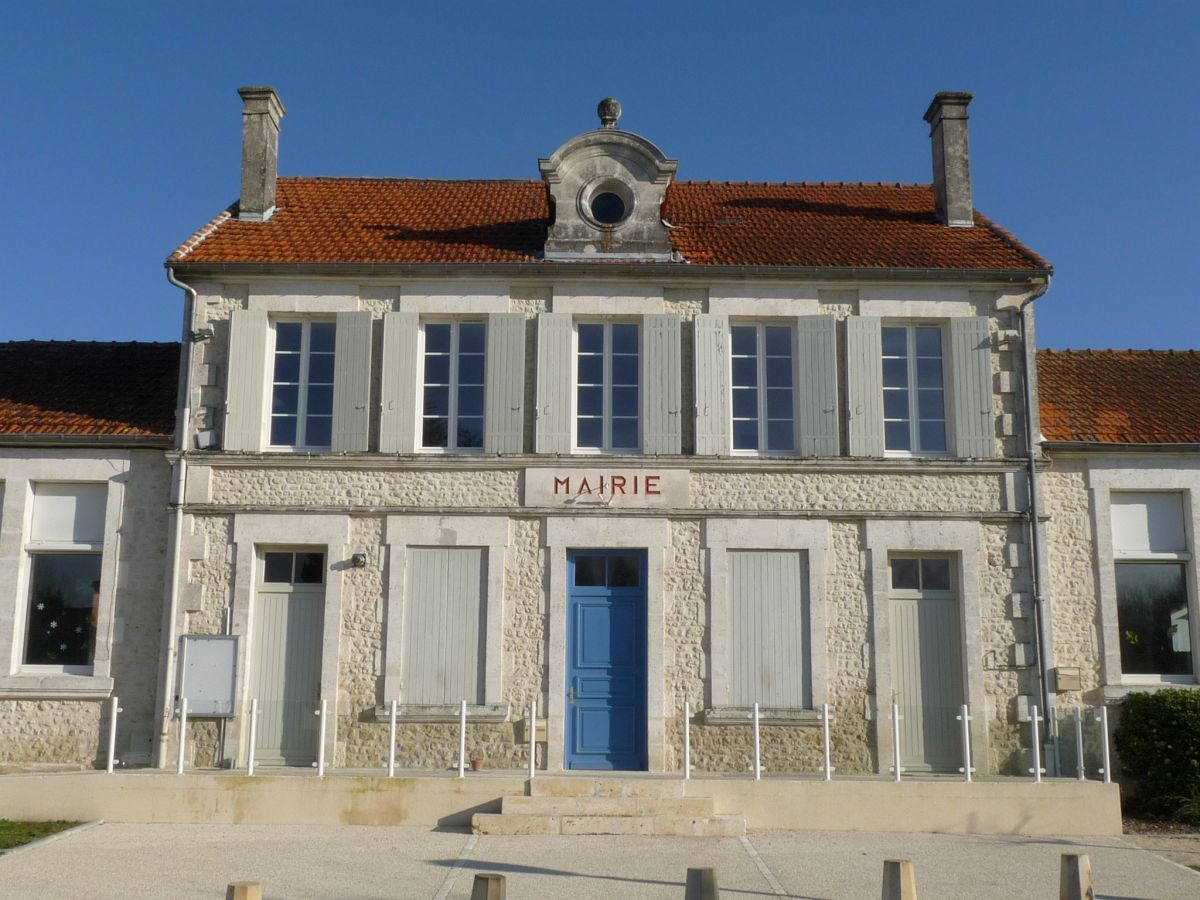
Мэрия